# Spongiosperma
Spongiosperma  es un género de planta con flor con seis especies perteneciente a  la familia de las Apocynaceae. Es originario de Sudamérica tropical donde se distribuye por Colombia, Venezuela y Norte de Brasil.

## Taxonomía
El género  fue descrito por James Lee Zarucchi y publicado en Agricultural University Wageningen Papers 87(1): 48–50. 1987[1988].

## Especies aceptadas
A continuación se brinda un listado de las especies del género Spongiosperma aceptadas hasta octubre de 2013, ordenadas alfabéticamente. Para cada una se indica el nombre binomial seguido del autor, abreviado según las convenciones y usos.
- Spongiosperma cataractarum  Zarucchi
- Spongiosperma grandiflorum (Huber) Zarucchi
- Spongiosperma longilobum (Markgr.) Zarucchi
- Spongiosperma macrophyllum (Müll.Arg.) Zarucchi
- Spongiosperma oleifolium (Monach.) Zarucchi
- Spongiosperma riparium (Monach.) Zarucchi